# 질탈 취리히 위틀리베르크 철도

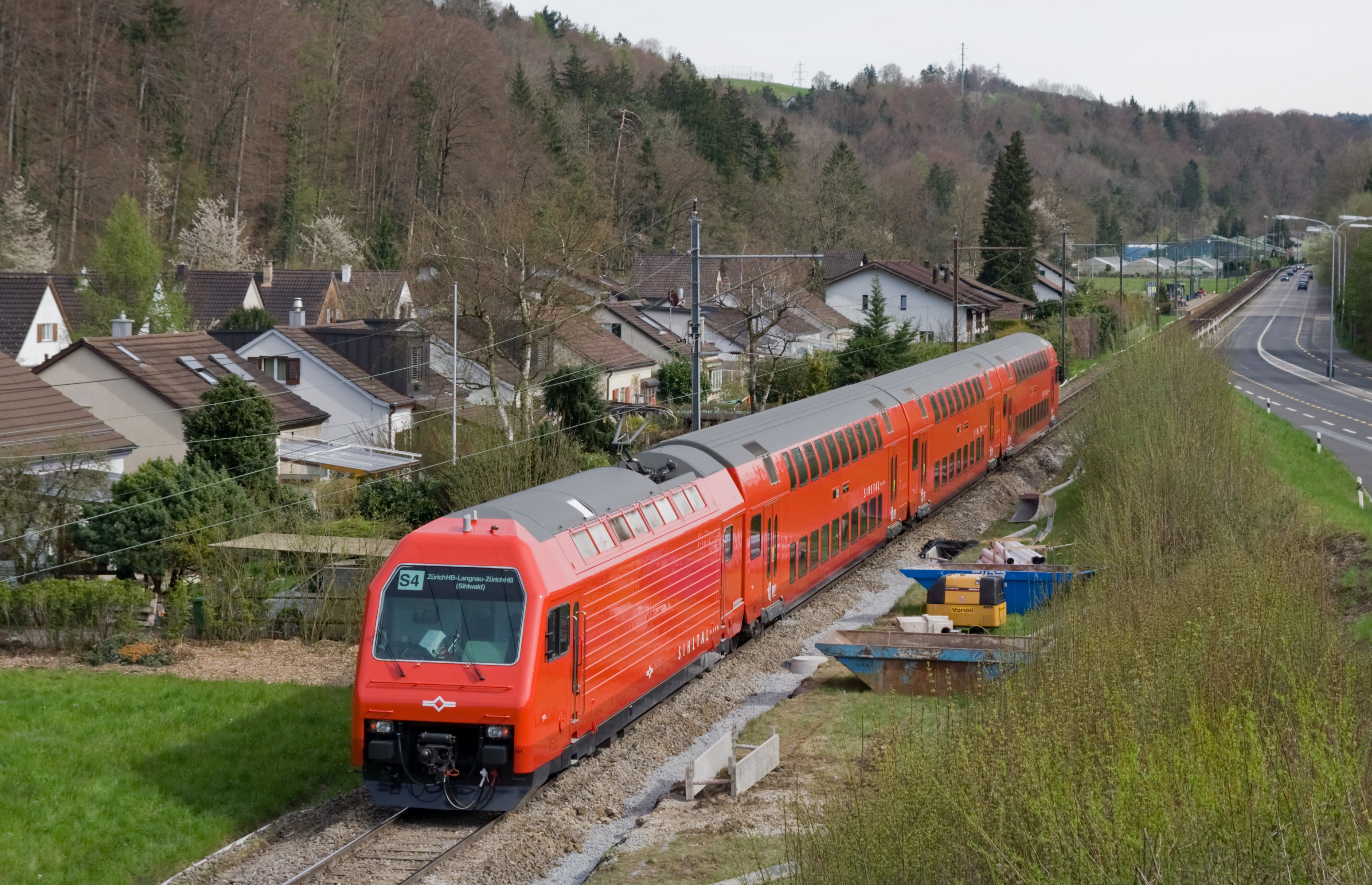
질 계곡 (질탈반)의 Re 456 차량

질탈 취리히 위틀리베르크 철도(Sihltal Zürich Uetliberg Bahn AG)는 일반적으로 SZU로 약칭되는 스위스 취리히주의 철도 회사이자 운송망이다. 네트워크는 위틀리베르크 철도 노선과 질탈 철도 노선, 케이블카와 버스 서비스 네트워크로 구성된다.
SZU는 취리히시 (32.6%), 아들리스빌, 랑나우 암 알비스, 호르겐, 탈빌 및 유이티콘시 (6.8%), 취리히주 (23.8%), 연방정부(27.8%)가 공동으로 소유하고 있다. 및 기타 당사자(9%). 악티엔게젤샤프트 (AG) 또는 공개 회사로 구성된다.

## 역사
SZU의 역사는 현재 SZU를 구성하는 두 개의 철도를 건설한 두 개의 개별 회사로 거슬러 올라간다. 이러한 회사 중 첫 번째 회사는 위틀리베르크반-게젤샤프트로, 1875년 취리히의 젤나우역에서 위틀리베르크 산 정상까지 노선을 개통했다. 1892년에는 젤나우역에서 노선을 개통한 질탈반 회사(SITB)가 뒤를 이었다. 질발트에게. 1897년에 이 후자의 노선은 실브루그까지 연장되었고, 스위스 북동부 철도 (NOB)의 탈빌에서 추크 노선까지 연결되었다.
1920년 위틀리베르크반-게젤샤프트는 파산하고 청산되었다. 2년 후 위틀리베르크반은 반게젤샤프트 취리히-위틀리베르크 (BZUe)에 인수되었다. 1923년 위틀리베르크반은 직류 시스템을 사용하여 전철화되었으며, 다음 해 질탈반은 교류를 사용하여 전철화되었다.
1932년에 SITB가 BZUe의 관리를 인수했지만, 두 회사는 1973년까지 존재했으며 합병되어 SZU가 되었다. 한편, 1954년에 SITB는 아들리스빌-펠제네크 케이블카의 관리를 인수했다.
1990년에 두 노선은 젤나우역의 이전 공동 종점에서 취리히 HB SZU의 종점으로 확장되었다. 이 확장에는 젤나우에서 취리히 HB까지의 새로운 철도 터널과 이전 터미널에 인접한 새로운 지하 중간역의 건설이 포함되었다. 취리히 HB에서 사용되는 지하 플랫폼은 이미 존재했으며, 1973년 이전에 U-반 계획을 위해 건설되었지만 결국 유권자들에 의해 거부되었다. 새로운 확장이 열리면 젤나우의 이전 터미널이 재개발되었으며, 현재는 거의 흔적이 남아 있지 않다.
1995년에 회사는 질탈반이 운행되는 호르겐 지역의 버스 서비스를 인수했다.
2006년, 109년 후, 질탈반은 질브루크 서비스를 중단했고, 질발트 마지막 역이 새로운 종착역이 되었다.

## 운행

### 철도망
SZU는 원래 위틀리베르크반과 질탈반 노선을 계속 운영하고 있다. 두 노선은 취리히 기슈벨과 취리히 HB SZU 사이의 공통 복선 구간을 공유하며, 최종 접근은 부분적으로 질강 아래에 있는 터널이다. 중앙역에서 전용 지하 플랫폼 한 쌍이 사용되며 나머지 역으로 연결되는 철도가 없다.
기슈벨에서 취리히 비디콘의 스위스 연방 철도까지 연결하는 노선도 운영되고 있다. 이 노선은 일반적으로 화물 운송에만 사용된다. 전체적으로 SZU 네트워크는 30.06km: 질탈반(비디콘-기슈벨 노선 포함)의 일부로 19.7km, 위틀리베르크반의 10.36km를 측정한다.
두 노선의 여객 서비스는 이제 취리히 S-반의 일부를 형성하며, 질탈반을 통해 질발트로 향하는 서비스는 S4로, 위틀리베르크반은 S10으로 상표가 지정된다.
두 철도 노선 모두 1,435mm 표준궤. 질탈반 15kV 16.7Hz AC에서 가공선의 표준 스위스 본선 시스템을 사용하여 전기화되는 반면 위틀리베르크반 1200V DC에서 가공선을이례적. 공통 구간에서 충돌을 피하기 위해 위틀리베르크반은 선로 중앙에서 오프셋된 가공선을 사용하며, 차량에는 이를 수집하기 위해 특별히 설계된 팬터그래프가 장착되어 있다.

### 기타 서비스
케이블카 루프트자일반 아들리스빌-Felsenegg (줄여서 LAF 또는 일반적으로 Felseneggbahn이라고 함)는 166.5km의 네트워크를 제공하는 호르겐 지역의 치머베르크 버스 노선 외에도 SZU에서 제공한다. 201개 정류장 포함.

### 관세
SZU는 1990년 5월 Zürcher Verkehrsverbund (ZVV)의 창립 회원이었으며 표준 ZVV 지역 요금 관세가 서비스에 적용된다.

### 차량
SZU는 다음 철도 차량을 사용한다.

#### 질탈 철도(S4)
- 6 기관차 Re 4/4 542–547
- 7 조종실 (철도) Bt 971–973, Bt 984–987
- 6 중형 싱글 데크 카 BD 281–285, B 293
- 6 중형 더블 데크 카 B 271–276
- 2 Re 456 복층 열차(DPZ): Re 456 551, 552, B 231, 232, 241, 242 및 Bt 951, 952(SBB에서 인수한 두 세트, 유형 Re 450 )
- 8 저상 더블 데크 카(NDW).

#### 위틀리베르그반(S10)
- 차량 8대 Be 4/4 521–528
- 저상형 중형차 4량 B 221–224
- 6 SZU 2010년 Stadler에서 주문한 2014년에 서비스에 들어간 6개의 SZU Be 510 클래스 EMU, 이동식 팬터그래프로 이중 전압 작동 장착